# Juan José Lozano
Juan José Lozano (né en 1971 à Ibagué en Colombie) est un réalisateur suisse et colombien, né à Ibagué, Colombie le 5 mai 1971.

## Filmographie
- 2001 : Le bal de la vie et de la mort, Documentaire 60 min. Production Troubadour Films, Genève.
- 2006 : Jusqu'à la dernière pierre, Documentaire 58 min. Production Earthling Productions, Genève
- 2008 : Témoin indésirable, Long-métrage documentaire, 53 min, 73 min et 85 min. 35 mm. Production Intermezzo Films, Genève / Dolce Vita Films, Paris. Coproduction TSR, SSR SRG
- 2009 : Impunity, Long-métrage documentaire. Production Intermezzo Films, Genève. Coproduction ARTE, TSR, SSR SRG
- 2015 : Sabogal, co-réalisé avec Sergio Mejía Forero, Long-métrage d'animation, 106 min.
- 2022 : Jungle rouge, écrit avec Antoine Germa et co-réalisé avec Zoltan Horvath, Long-métrage d'animation, 92 min.

## Récompenses et distinctions
- 2006 : Jusqu'à la dernière pierre **Sélection officielle Human Rights Watch Film Festival, New York 2007 / Visions du réel, Nyon 2007 / Documenta Madrid 2007 / Hiroshima Doc Fest 2007
- 2008 : Témoin indésirable **Prix SSA/SUISSIMAGE, Visions du réel, Nyon
- 2008 : Témoin indésirable **Prix du public, Filmar en América Latina, Genève 2008
- 2008 : Témoin indésirable **Sélection officielle IFF Toronto, Rotterdam, Leipzig, La Havane, Thessalonique, Hambourg, Munich, Varsovie, Montréal.
- 2010 : Impunity, Sélection officielle IDFA International documentary film festival Amsterdam